# Toli
Toli foi um oficial do Reino de Buganda no tempo do cabaca Mutesa I (r. 1853–1884). Era natural de Madagascar e professava o islamismo. Servia em Buganda como secretário-geral. Em 1875, aquando da visita pelo explorador Henry Morton Stanley, Mutesa recebeu tambores europeus que entregou a seu pajem André Cagua para que aprendesse a tocá-los com Toli, pois havia ido até a França e aprendera a tocá-los lá. Toli também era carpinteiro dos missionários católicos no reino.